# فراخ‌لی
فرح‌لی (به ترکی آذربایجانی: Fərəhli) یک منطقهٔ مسکونی در جمهوری آذربایجان است که در شهرستان قزاق واقع شده‌است.

## جمعیت
فرح‌لی ۸۶۴ نفر جمعیت دارد.

## ریشه واژه
نام آن از واژه عربی فرح (شادی) و پسوند نسبی ترکی -لی گرفته شده است.